# Paeonia californica
Paeonia californica är en pionväxtart som beskrevs av Thomas Nuttall, John Torrey och Gray. Paeonia californica ingår i släktet pioner, och familjen pionväxter. Inga underarter finns listade i Catalogue of Life.

## Bildgalleri

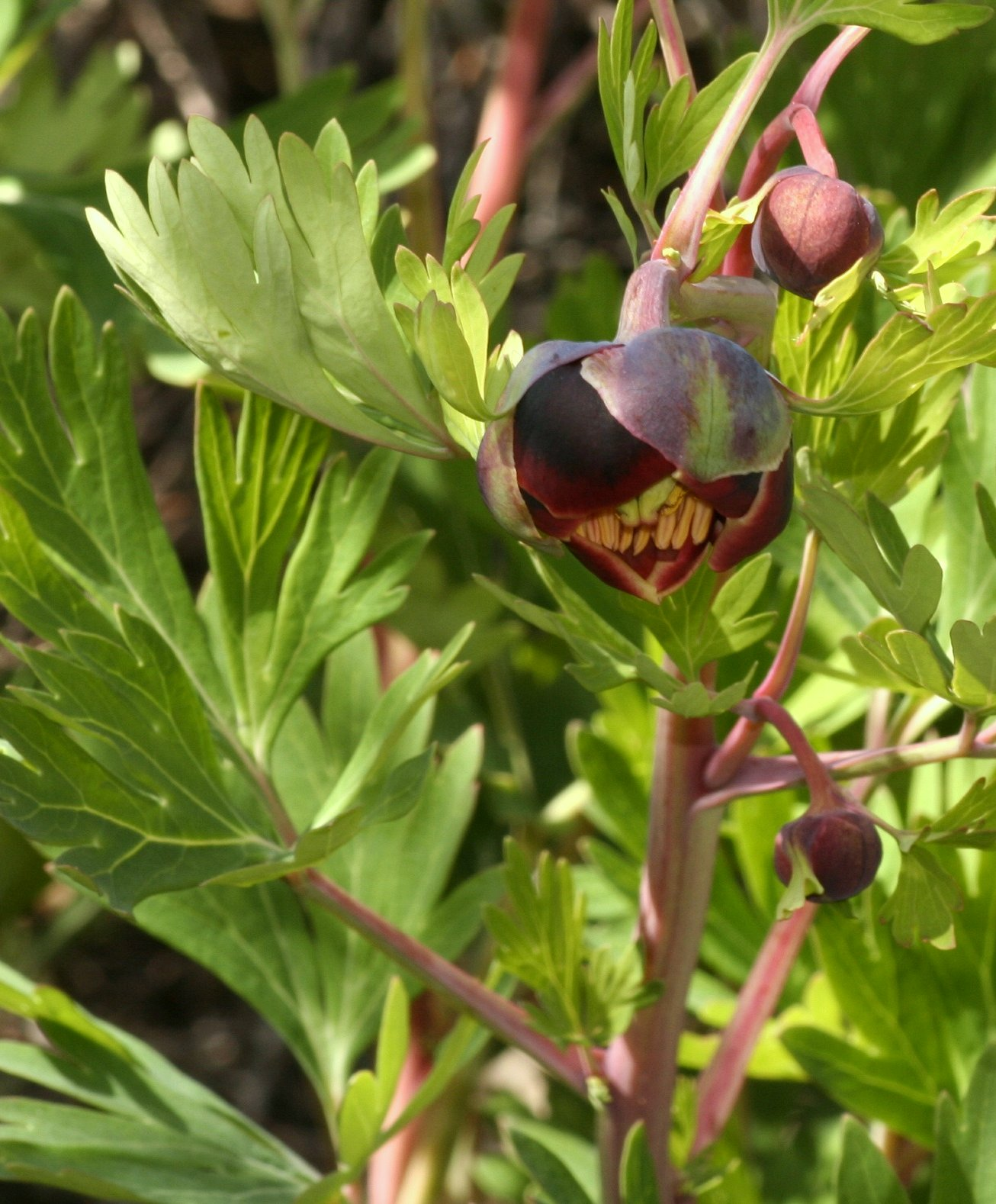